# Яна Мінтофф
Яна Бланд або Яна Бланд Мінтофф (née Yana Joan Mintoff, нар. 21 серпня 1951 р.) — мальтійська політична діячка, економістка та педагогиня. Мінтофф народилася 21 серпня 1951 року в дочки колишнього прем'єр-міністра Мальти Домініка Мінтоффа і Мойри де Вере Бентінк, яка походить як з голландської, так і з британської знаті.

## Кар'єра
Як викладачка у Великій Британії Яна Мінтофф була членом Соціалістичної робітничої партії. 6 липня 1978 року Мінтофф взяла участь у демонстрації в Палаті громад Великої Британії. На знак протесту проти присутності військ Великої Британії в Північній Ірландії під час дебатів про передачу прав Шотландії з публічної галереї були викинуті три мішки кінського гною. Після цього були заарештовані Джон Макшеррі та Мінтофф, а згодом вона була оштрафована.
Повернувшись на Мальту, Яна допомогла створити Асоціацію жінок Середземноморського регіону. Мінтоффстала укладачкою чотирьох збірок творів:
- Militarism in the Mediterranean, Malta 1994
- Health in the Mediterranean, including interviews with Tuareg Nuclear test Victims, Malta 1995
- Nobody Can Imagine Our Longing: Refugees and Immigrants in the Mediterranean, Plain View Press, Austin TX 1996
- In Search of Peace, Plain View Press, 1998

За освітою економістка, її публікації включають статтю, опубліковану в International Journal of Health Services, Університет Джона Хопкінса (США).
У 1998 році у Техасі Яна стала засновницею і керівницею школи Кетрін Енн Портер, чартерної школи в Вімберлі.
Повернувшись на Мальту, щоб доглядати за своїм хворим батьком, Мінтофф виступила на Генеральній конференції Лейбористської партії Мальти у 2012 році. Вона була кандидатом на загальних виборах на Мальті 2013 року, але не змогла обратися до Палати представників.

## Сім'я
Першим чоловіком Мінтофф був Джефф Мейнворінґ. У 1991 році вона вийшла заміж за Девіда П. Бленда. Її діти — Цетта С. Мейнворінґ і Деніел X. Мейнворінґ.
Після того, як пара розлучилася, Мінтофф зав'язала стосунки з молодшим чоловіком з Румунії Георге Попою. 24 жовтня 2016 року Поп запідозрив, що вона могла зустрічатися з іншим чоловіком, що призвело до бійки з використанням ножів у сімейній резиденції в Тарксієні. Її син Деніел Мейнворінґ втрутився, щоб не допустити загострення сутички. Коли Мінтофф та її син звернулися за медичною допомогою, Поп нібито підпалив будинок, що призвело до серйозних структурних пошкоджень майна. 39-річного румуна знайшли неподалік за кривавими слідами.